# Simning vid världsmästerskapen i simsport 2022
Simning vid världsmästerskapen i simsport 2022 avgjordes mellan den 18 och 25 juni 2022 i Donau Arena i Budapest i Ungern.

## Program
Det tävlas i 42 grenar.
Alla tider är lokala (UTC+2).
| H | Försöksheat | ½ | Semifinaler | F | Final |

| Datum →          | Lör 18 | Lör 18 | Sön 19 | Sön 19 | Mån 20 | Mån 20 | Tis 21 | Tis 21 | Ons 22 | Ons 22 | Tor 23 | Tor 23 | Fre 24 | Fre 24 | Lör 25 | Lör 25 |
| Gren ↓           | M      | K      | M      | K      | M      | K      | M      | K      | M      | K      | M      | K      | M      | K      | M      | K      |
| ---------------- | ------ | ------ | ------ | ------ | ------ | ------ | ------ | ------ | ------ | ------ | ------ | ------ | ------ | ------ | ------ | ------ |
| 50 m frisim      |        |        |        |        |        |        |        |        |        |        |        |        | H      | ½      |        | F      |
| 100 m frisim     |        |        |        |        |        |        |        |        | H      | ½      |        | F      |        |        |        |        |
| 200 m frisim     |        |        |        |        | H      | ½      |        | F      |        |        |        |        |        |        |        |        |
| 400 m frisim     | H      | F      |        |        |        |        |        |        |        |        |        |        |        |        |        |        |
| 800 m frisim     |        |        |        |        |        |        |        |        |        |        | H      |        |        | F      |        |        |
| 1 500 m frisim   |        |        | H      |        |        | F      |        |        |        |        |        |        |        |        |        |        |
| 50 m ryggsim     |        |        |        |        |        |        | H      | ½      |        | F      |        |        |        |        |        |        |
| 100 m ryggsim    |        |        | H      | ½      |        | F      |        |        |        |        |        |        |        |        |        |        |
| 200 m ryggsim    |        |        |        |        |        |        |        |        |        |        | H      | ½      |        | F      |        |        |
| 50 m bröstsim    |        |        |        |        |        |        |        |        |        |        |        |        | H      | ½      |        | F      |
| 100 m bröstsim   |        |        | H      | ½      |        | F      |        |        |        |        |        |        |        |        |        |        |
| 200 m bröstsim   |        |        |        |        |        |        |        |        | H      | ½      |        | F      |        |        |        |        |
| 50 m fjärilsim   |        |        |        |        |        |        |        |        |        |        | H      | ½      |        | F      |        |        |
| 100 m fjärilsim  | H      | ½      |        | F      |        |        |        |        |        |        |        |        |        |        |        |        |
| 200 m fjärilsim  |        |        |        |        |        |        | H      | ½      |        | F      |        |        |        |        |        |        |
| 200 m medley     | H      | ½      |        | F      |        |        |        |        |        |        |        |        |        |        |        |        |
| 400 m medley     |        |        |        |        |        |        |        |        |        |        |        |        |        |        | H      | F      |
| 4 × 100 m frisim | H      | F      |        |        |        |        |        |        |        |        |        |        |        |        |        |        |
| 4 × 200 m frisim |        |        |        |        |        |        |        |        | H      | F      |        |        |        |        |        |        |
| 4 × 100 m medley |        |        |        |        |        |        |        |        |        |        |        |        |        |        | H      | F      |

| Datum →          | Lör 18 | Lör 18 | Sön 19 | Sön 19 | Mån 20 | Mån 20 | Tis 21 | Tis 21 | Ons 22 | Ons 22 | Tor 23 | Tor 23 | Fre 24 | Fre 24 | Lör 25 | Lör 25 |
| Gren ↓           | M      | K      | M      | K      | M      | K      | M      | K      | M      | K      | M      | K      | M      | K      | M      | K      |
| ---------------- | ------ | ------ | ------ | ------ | ------ | ------ | ------ | ------ | ------ | ------ | ------ | ------ | ------ | ------ | ------ | ------ |
| 50 m frisim      |        |        |        |        |        |        |        |        |        |        | H      | ½      |        | F      |        |        |
| 100 m frisim     |        |        |        |        |        |        | H      | ½      |        | F      |        |        |        |        |        |        |
| 200 m frisim     |        |        | H      | ½      |        | F      |        |        |        |        |        |        |        |        |        |        |
| 400 m frisim     | H      | F      |        |        |        |        |        |        |        |        |        |        |        |        |        |        |
| 800 m frisim     |        |        |        |        | H      |        |        | F      |        |        |        |        |        |        |        |        |
| 1 500 m frisim   |        |        |        |        |        |        |        |        |        |        |        |        | H      |        |        | F      |
| 50 m ryggsim     |        |        |        |        |        |        |        |        |        |        |        |        | H      | ½      |        | F      |
| 100 m ryggsim    |        |        | H      | ½      |        | F      |        |        |        |        |        |        |        |        |        |        |
| 200 m ryggsim    |        |        |        |        |        |        |        |        | H      | ½      |        | F      |        |        |        |        |
| 50 m bröstsim    |        |        |        |        | H      | ½      |        | F      |        |        |        |        |        |        |        |        |
| 100 m bröstsim   | H      | ½      |        | F      |        |        |        |        |        |        |        |        |        |        |        |        |
| 200 m bröstsim   |        |        |        |        |        |        |        |        | H      | ½      |        | F      |        |        |        |        |
| 50 m fjärilsim   | H      | ½      |        | F      |        |        |        |        |        |        |        |        |        |        |        |        |
| 100 m fjärilsim  |        |        |        |        |        |        |        |        |        |        | H      | ½      |        | F      |        |        |
| 200 m fjärilsim  |        |        |        |        | H      | ½      |        | F      |        |        |        |        |        |        |        |        |
| 200 m medley     |        |        |        |        |        |        | H      | ½      |        | F      |        |        |        |        |        |        |
| 400 m medley     | H      | F      |        |        |        |        |        |        |        |        |        |        |        |        |        |        |
| 4 × 100 m frisim | H      | F      |        |        |        |        |        |        |        |        |        |        |        |        |        |        |
| 4 × 200 m frisim |        |        |        |        |        |        |        |        |        |        | H      | F      |        |        |        |        |
| 4 × 100 m medley |        |        |        |        |        |        |        |        |        |        |        |        |        |        | H      | F      |

| Datum →          | Lör 18 | Lör 18 | Sön 19 | Sön 19 | Mån 20 | Mån 20 | Tis 21 | Tis 21 | Ons 22 | Ons 22 | Tor 23 | Tor 23 | Fre 24 | Fre 24 | Lör 25 | Lör 25 |
| Gren ↓           | M      | K      | M      | K      | M      | K      | M      | K      | M      | K      | M      | K      | M      | K      | M      | K      |
| ---------------- | ------ | ------ | ------ | ------ | ------ | ------ | ------ | ------ | ------ | ------ | ------ | ------ | ------ | ------ | ------ | ------ |
| 4 × 100 m frisim |        |        |        |        |        |        |        |        |        |        |        |        | H      | F      |        |        |
| 4 × 100 m medley |        |        |        |        |        |        | H      | F      |        |        |        |        |        |        |        |        |

## Medaljsummering

### Medaljtabell
*   Värdland ( Ungern)
| Nr                   | Nation               | Guld | Silver | Brons | Totalt |
| -------------------- | -------------------- | ---- | ------ | ----- | ------ |
| 1                    | USA                  | 17   | 12     | 16    | 45     |
| 2                    | Australien           | 6    | 9      | 2     | 17     |
| 3                    | Italien              | 5    | 2      | 2     | 9      |
| 4                    | Kanada               | 3    | 4      | 4     | 11     |
| 5                    | Frankrike            | 2    | 4      | 2     | 8      |
| 6                    | Sverige              | 2    | 2      | 0     | 4      |
| 7                    | Rumänien             | 2    | 0      | 0     | 2      |
| 7                    | Ungern*              | 2    | 0      | 0     | 2      |
| 9                    | Storbritannien       | 1    | 1      | 3     | 5      |
| 10                   | Kina                 | 1    | 0      | 4     | 5      |
| 11                   | Litauen              | 1    | 0      | 1     | 2      |
| 12                   | Tyskland             | 0    | 3      | 1     | 4      |
| 13                   | Japan                | 0    | 2      | 2     | 4      |
| 14                   | Nederländerna        | 0    | 1      | 1     | 2      |
| 14                   | Polen                | 0    | 1      | 1     | 2      |
| 14                   | Brasilien            | 0    | 1      | 1     | 2      |
| 17                   | Sydkorea             | 0    | 1      | 0     | 1      |
| 18                   | Ukraina              | 0    | 0      | 1     | 1      |
| 18                   | Sydafrika            | 0    | 0      | 1     | 1      |
| Totalt (19 nationer) | Totalt (19 nationer) | 42   | 43     | 42    | 127    |

### Damer
| Gren                        | Guld | Guld                | Silver | Silver       | Brons | Brons         |
| 50 m frisim Detaljer...     | Sarah Sjöström · Sverige | 23,98               | Katarzyna Wasick · Polen | 24,18        | Meg Harris · AustralienErika Brown · USA | 24,38         |
| 100 m frisim Detaljer...    | Mollie O'Callaghan · Australien | 52,67               | Sarah Sjöström · Sverige | 52,80        | Torri Huske · USA | 52,92         |
| 200 m frisim Detaljer...    | Yang Junxuan · Kina | 1.54,92             | Mollie O'Callaghan · Australien | 1.55,22      | Tang Muhan · Kina | 1.56,25       |
| 400 m frisim Detaljer...    | Katie Ledecky · USA | 3.58,15 0MR0        | Summer McIntosh · Kanada | 3.59,39 0NR0 | Leah Smith · USA | 4.02,08       |
| 800 m frisim Detaljer...    | Katie Ledecky · USA | 8.08,04             | Kiah Melverton · Australien | 8.18,77      | Simona Quadarella · Italien | 8.19,00       |
| 1 500 m frisim Detaljer...  | Katie Ledecky · USA | 15.30,15            | Katie Grimes · USA | 15.44,89     | Lani Pallister · Australien | 15.48,96      |
|                             | |                     | |              | |               |
| 50 m ryggsim Detaljer...    | Kylie Masse · Kanada | 27,31               | Katharine Berkoff · USA | 27,39        | Analia Pigrée · Frankrike | 27,40         |
| 100 m ryggsim Detaljer...   | Regan Smith · USA | 58,22               | Kylie Masse · Kanada | 58,40        | Claire Curzan · USA | 58,67         |
| 200 m ryggsim Detaljer...   | Kaylee McKeown · Australien | 2.05,08             | Phoebe Bacon · USA | 2.05,12      | Rhyan White · USA | 2.06,96       |
|                             | |                     | |              | |               |
| 50 m bröstsim Detaljer...   | Rūta Meilutytė · Litauen | 29,70               | Benedetta Pilato · Italien | 29,80        | Lara van Niekerk · Sydafrika | 29,90         |
| 100 m bröstsim Detaljer...  | Benedetta Pilato · Italien | 1.05,93             | Anna Elendt · Tyskland | 1.05,98      | Rūta Meilutytė · Litauen | 1.06,02       |
| 200 m bröstsim Detaljer...  | Lilly King · USA | 2.22,41             | Jenna Strauch · Australien | 2.23,04      | Kate Douglass · USA | 2.23,20       |
|                             | |                     | |              | |               |
| 50 m fjärilsim Detaljer...  | Sarah Sjöström · Sverige | 24,95               | Mélanie Henique · Frankrike | 25,31        | Zhang Yufei · Kina | 25,32         |
| 100 m fjärilsim Detaljer... | Torri Huske · USA | 55,64 0NR0          | Marie Wattel · Frankrike | 56,14 0NR0   | Zhang Yufei · Kina | 56,41         |
| 200 m fjärilsim Detaljer... | Summer McIntosh · Kanada | 2.05,20 0VRJ0, 0NR0 | Hali Flickinger · USA | 2.06,08      | Zhang Yufei · Kina | 2.06,32       |
|                             | |                     | |              | |               |
| 200 m medley Detaljer...    | Alexandra Walsh · USA | 2.07,13             | Kaylee McKeown · Australien | 2.08,57      | Leah Hayes · USA | 2.08,91 0VRJ0 |
| 400 m medley Detaljer...    | Summer McIntosh · Kanada | 4.32,04 0VRJ0       | Katie Grimes · USA | 4.32,67      | Emma Weyant · USA | 4.36,00       |
|                             | |                     | |              | |               |
| 4×100 m frisim Detaljer...  | Australien · Mollie O'Callaghan (52,70) · Madison Wilson (52,60) · Meg Harris (53,00) · Shayna Jack (52,65) · Leah Neale[b] · Brianna Throssell[b]                       | 3.30,95             | Kanada · Kayla Sanchez (53,45) · Taylor Ruck (52,92) · Maggie Mac Neil (53,27) · Penny Oleksiak (52,51) · Rebecca Smith[b] · Katerine Savard[b]                   | 3.32,15      | USA · Torri Huske (52,96) · Erika Brown (53,30) · Kate Douglass (53,61) · Claire Curzan (52,71) · Mallory Comerford[b] · Natalie Hinds[b]                                             | 3.32,58       |
| 4×200 m frisim Detaljer...  | USA · Claire Weinstein (1.56,71) · Leah Smith (1.56,47) · Katie Ledecky (1.53,67) · Bella Sims (1.54,60) · Alexandra Walsh[b] · Hali Flickinger[b]                       | 7.41,45 0MR0        | Australien · Madison Wilson (1.56,74) · Leah Neale (1.55,27) · Kiah Melverton (1.55,91) · Mollie O'Callaghan (1.55,94) · Lani Pallister[b] · Brianna Throssell[b] | 7.43,86      | Kanada · Summer McIntosh (1.54,79) 0VRJ0 · Kayla Sanchez (1.57,39) · Taylor Ruck (1.56,75) · Penny Oleksiak (1.55,83) · Mary-Sophie Harvey[b] · Katerine Savard[b] · Rebecca Smith[b] | 7.44,76       |
| 4×100 m medley Detaljer...  | USA · Regan Smith (58,40) · Lilly King (1.05,89) · Torri Huske (56,67) · Claire Curzan (52,82) · Rhyan White[b] · Alexandra Walsh[b] · Natalie Hinds[b] · Erika Brown[b] | 3.53,78             | Australien · Kaylee McKeown (58,77) · Jenna Strauch (1.05,99) · Brianna Throssell (57,19) · Mollie O'Callaghan (52,30) · Madison Wilson[b]                        | 3.54,25      | Kanada · Kylie Masse (58,39) · Rachel Nicol (1.07,17) · Maggie Mac Neil (56,80) · Penny Oleksiak (52,65) · Ingrid Wilm[b] · Kelsey Wog[b] · Kayla Sanchez[b]                          | 3.55,01       |

b  Simmare som endast deltog i försöken men som ändå erhöll medaljer.

### Herrar
a  Simmare som endast deltog i försöken men som ändå erhöll medaljer.

### Mix
c  Simmare som endast deltog i försöken men som ändå erhöll medaljer.